# Reunion (cuento de Ray Bradbury)
Reunion es un relato del escritor estadounidense Ray Bradbury publicado originalmente en la revista Weird Tales de marzo de 1944.
Forma parte de la compilación de cuentos publicados en Dark Carnival (1947), el primer libro de Ray Bradbury.

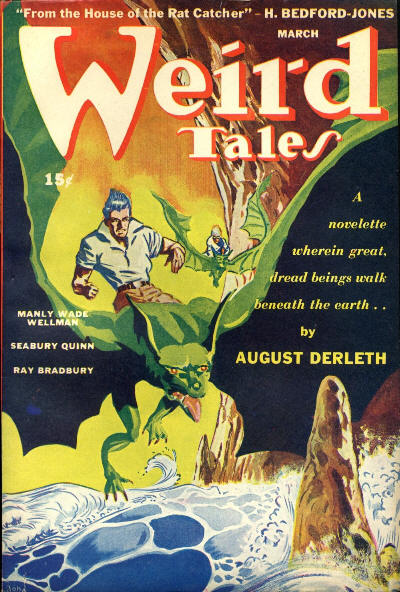
Portada de Weird Tales de marzo de 1944.

## Argumento
Malcolm Briar es un niño de once años que vive con su tía Opie y su tío Walter en la misma casa donde vivían sus padres antes de fallecer.
A Malcolm le gusta subir al desván del ático y permanecer allí horas entre todos los cachivaches acumulados durante años. En los polvorientos baúles encuentra fotos y antigua ropa de sus padres y de su hermano David, muerto con siete años. Allí le gusta pensar que están presentes y se siente parte de una familia... y está con ellos, y ríe con ellos, otra vez todos reunidos.

"Mal trembled violently. From now on he'd stay up here. He'd never go down stairs. He wanted to stay up here, with them. To be one of them, and waste away and waste away into vanishing. Until he was nothing more than a picture stacked against the wall; a bundle of folded clothing, a scatter of childish toys".
Traducción
Malcolm temblaba violentamente. De ahora en adelante, se quedaría aquí arriba. Nunca bajaría las escaleras. Quería quedarse aquí arriba, con ellos. Ser uno de ellos, y consumirse y consumirse hasta desvanecerse. Hasta no ser más que un cuadro apilado contra la pared; un bulto de ropa doblada, un montón de juguetes infantiles.